# Ibne Calube
ibne Calube (Ibn Kallub) foi um oficial abássida do século IX, ativo durante o califa Almutadide (r. 892–902). Aparece pela primeira vez em 897, quando participou na campanha de Ragibe no Império Bizantino e ajudou na captura de Curra (Corone), na Capadócia. Reaparece em 900, quando estava em campanha em Adata (Darbe Alçalama). Ao retornar para Tarso, reuniu os anciãos das cidades fronteiriças com o Império Bizantino (tugur) na Cilícia para que decidissem quem seria o novo emir tarsense. Eles escolheram Ali ibne Alárabe, que foi colocado no comando após alguma oposição do filho de Abu Tabite, o antigo emir. O filho de Abu Tabite afirmou que seu pai nomeou-o para tomar seu lugar e reuniu algumas pessoas para lutar com a população local, até ibne Calube intervir.